# Japan Open Golf Championship
Japan Open Golf Championship (日本オープンゴルフ選手権競技 Nihon ōpun gorufu senshu kenkyōgi) är en professionell golftävling och Japans öppna nationella mästerskap. Tävlingen är en del av den japanska golftouren där tävlingen är tourens största tävling och en vinst ger vinnaren 32 världsrankingpoäng.
Tävlingen spelas på olika golfbanor runt om i Japan, och har gjort det sedan tävlingen först spelades 1927. År 2017 spelades tävlingen på Gifuseki Country Club, i Gifu, och har par 72.
Vinnaren ges även en inbjudan till nästkommande säsongs Open Championship. 

## Vinnare
- 1927 Rokuro Akahoshi –  Japan
- 1928 Rokuzo Asami –  Japan
- 1929 Tomekichi Miyamoto –  Japan
- 1930 Tomekichi Miyamoto –  Japan
- 1931 Rokuzo Asami –  Japan
- 1932 Tomekichi Miyamoto –  Japan
- 1933 Kodekichi Nakamura –  Japan
- 1934 Ingen tävling p.g.a. vattenskada.
- 1935 Tomekichi Miyamoto –  Japan
- 1936 Tomekichi Miyamoto –  Japan
- 1937 Chin Sei-Sui –  Taiwan
- 1938 Rin(Lin) Man-Puku –  Japan
- 1939 Toichira Toda –  Japan
- 1940 Tomekichi Miyamoto –  Japan
- 1941 Tokuharu Nobuhara –  Japan
- 1942–1949 Ingen tävlingen p.g.a. andra världskriget
- 1950 Yoshiro Hayashi –  Japan
- 1951 Son Shi-Kin  –  Japan
- 1952 Torakichi Nakamura –  Japan
- 1953 Son Shi-Kin  –  Japan
- 1954 Yoshiro Hayashi –  Japan
- 1955 Koichi Ono –  Japan
- 1956 Torakichi Nakamura –  Japan
- 1957 Haruyoshi Kobari –  Japan
- 1958 Torakichi Nakamura –  Japan
- 1959 Chen Ching-Po –  Taiwan
- 1960 Haruyoshi Kobari –  Japan
- 1961 Kenji Hosoishi –  Japan
- 1962 Teruo Sugihara –  Japan
- 1963 Toichiro Toda –  Japan
- 1964 Hideyo Sugimoto –  Japan
- 1965 Tadashi Kitta –  Japan
- 1966 Seichi Sato –  Japan
- 1967 Tadashi Kitta –  Japan
- 1968 Takaaki Kono –  Japan
- 1969 Hideyo Sugimoto –  Japan
- 1970 Mitsuhiro Kitta –  Japan
- 1971 Yoshimasa Fujii –  Japan
- 1972 Hon Chang Sang –  Sydkorea

| År   | Spelare            | Nationalitet | Golfbana                               | Resultat  |
| ---- | ------------------ | ------------ | -------------------------------------- | --------- |
| 1973 | Ben Arda           | Filippinerna | Ibaraki Country Club, West Course      | 278 (−10) |
| 1974 | Masashi Ozaki      | Japan        | Central Golf Club, East Course         | 279 (−13) |
| 1975 | Takashi Murakami   | Japan        | Kasugai Country Club, East Course      | 278 (−10) |
| 1976 | Kosaku Shimada     | Japan        | Central Golf Club, East Course         | 288 (−4)  |
| 1977 | Seve Ballesteros   | Spanien      | Narashino Country Club                 | 284 (E)   |
| 1978 | Seve Ballesteros   | Spanien      | Yokohama Country Club, West Course     | 281 (−7)  |
| 1979 | Kuo Chie-Hsiung    | Taiwan       | Hino Golf Club                         | 285 (−3)  |
| 1980 | Shoji Kikuchi      | Japan        | Sagamihara Golf Club, East Course      | 296 (E)   |
| 1981 | Yutaka Hagawa      | Japan        | Nihon Line Golf Club                   | 280 (E)   |
| 1982 | Akira Yabe         | Japan        | Musashi Country Club, Toyooka Course   | 277 (−7)  |
| 1983 | Isao Aoki          | Japan        | Rokko Kokusai Golf Club                | 281 (−7)  |
| 1984 | Koichi Uehara      | Japan        | Ranzan Country Club                    | 283 (−5)  |
| 1985 | Tsuneyuki Nakajima | Japan        | Higashinagoya Country Club             | 285 (−3)  |
| 1986 | Tsuneyuki Nakajima | Japan        | Totsuka Country Club, West Course      | 284 (−4)  |
| 1987 | Isao Aoki          | Japan        | Arima Royal GC                         | 279 (−9)  |
| 1988 | Masashi Ozaki      | Japan        | Tokyo Golf Club                        | 288 (+4)  |
| 1989 | Masashi Ozaki      | Japan        | Nagoya Golf Club, Wago Course          | 274 (−6)  |
| 1990 | Tsuneyuki Nakajima | Japan        | Otaru Country Club                     | 281 (−7)  |
| 1991 | Tsuneyuki Nakajima | Japan        | Shimonoseki Golf Club                  | 290 (+2)  |
| 1992 | Masashi Ozaki      | Japan        | Ryugasaki Country Club                 | 277 (−11) |
| 1993 | Seiki Okuda        | Japan        | Biwako Country Club                    | 281 (−3)  |
| 1994 | Masashi Ozaki      | Japan        | Yokkaichi Country Club                 | 270 (−18) |
| 1995 | Toshimitsu Izawa   | Japan        | Kasumigaseki Country Club, East Course | 277 (−7)  |
| 1996 | Peter Teravainen   | USA          | Ibaraki Country Club, West Course      | 282 (−2)  |
| 1997 | Craig Parry        | Australien   | Koga Golf Club                         | 286 (+2)  |
| 1998 | Hidemichi Tanaka   | Japan        | Oarai Golf Club                        | 283 (−5)  |
| 1999 | Naomichi Ozaki     | Japan        | Otaru Country Club                     | 298 (+10) |
| 2000 | Naomichi Ozaki     | Japan        | Takanodai Country Club                 | 281 (−3)  |
| 2001 | Taichi Teshima     | Japan        | Tokyo Golf Club                        | 277 (−7)  |
| 2002 | David Smail        | Nya Zeeland  | Shimonoseki Golf Club                  | 271 (−9)  |
| 2003 | Keiichiro Fukabori | Japan        | Nikko Country Club                     | 276 (−8)  |
| 2004 | Toru Taniguchi     | Japan        | Katayamazu Golf Club, Hakusan Course   | 285 (−3)  |
| 2005 | Shingo Katayama    | Japan        | Hirono Golf Club                       | 282 (−2)  |
| 2006 | Paul Sheehan       | Australien   | Kasumigaseki Country Club, West Course | 277 (−7)  |
| 2007 | Toru Taniguchi     | Japan        | Sagamihara Golf Club, East Course      | 283 (−5)  |
| 2008 | Shingo Katayama    | Japan        | Koga Golf Club                         | 283 (−1)  |
| 2009 | Ryuichi Oda        | Japan        | Musashi Country Club, Toyooka Course   | 282 (−6)  |
| 2010 | Kim Kyung-tae      | Sydkorea     | Aichi Country Club                     | 271 (−13) |
| 2011 | Bae Sang-moon      | Sydkorea     | Takanodai Country Club                 | 282 (−2)  |
| 2012 | Kenichi Kuboya     | Japan        | Naha Golf Club                         | 292 (+8)  |
| 2013 | Masanori Kobayashi | Japan        | Ibaraki Golf Club, East Course         | 274 (−10) |
| 2014 | Yuta Ikeda         | Japan        | Chiba Country Club, Umesato Course     | 270 (−10) |
| 2015 | Satoshi Kodaira    | Japan        | Rokko Kokusai Golf Club, East Course   | 275 (−13) |
| 2016 | Hideki Matsuyama   | Japan        | Sayama Golf Club                       | 275 (–5)  |
| 2017 |                    |              | Gifuseki Country Club                  |           |

## Kommande spelplatser
| År   | Golfbana                             | Plats         | Datum     | Tidigare arrangerad |
| ---- | ------------------------------------ | ------------- | --------- | ------------------- |
| 2017 | Gifu Seki Country Club, East Course  | Seki, Gifu    | Okt 12-15 | Aldrig              |
| 2018 | Yokohama Country Club                | Yokohama      | Okt 18-21 | 1978                |
| 2019 | Koga Golf Club                       | Koga, Fukuoka | Okt TBA   | 1997, 2008          |
| 2020 | Murasaki Country Club, Sumire Course | Noda          | Okt TBA   | Aldrig              |

TBA: To be announced.